# Соколовы (деревня)
Соколовы — деревня в Даровском районе Кировской области в составе Вонданского сельского поселения.

## География
Находится на расстоянии примерно 37 км по прямой на север от райцентра, посёлка  Даровской.

## История
Известна с 1873 года как починок Соколовский, где было учтено дворов 7 и жителей 67, в 1905 25 и 74, в 1926 (деревня Соколовы) 39 и 172, в 1950 48 и 127, в 1989 году учтено было 106 жителей.

## Население
Постоянное население составляло 18 человек (русские 100 %) в 2002 году, 1 в 2010.